# Mariusz Kułakowski
Mariusz Kułakowski (ur. 15 czerwca 1961 w Gdańsku) – polski malarz, autor tekstów o sztuce i nauczyciel plastyki.

## Życiorys
Studiował na Wydziale Malarstwa w Państwowej Wyższej Szkoły Sztuk Plastycznych w Gdańsku (obecnie: Akademia Sztuk Pięknych w Gdańsku); dyplom w 1987 r., w pracowni prof. Włodzimierza Łajminga. Członek Związku Polskich Artystów Plastyków. Artysta współpracuje z Galerią Jackiewicz w Gdańsku. Prace w zbiorach Muzeum Ziemi Lubuskiej, Muzeum Narodowego w Gdańsku (Oddział Sztuki Współczesnej), UM w Sopocie, kolekcji ZPAP w Łodzi, kolekcjach prywatnych.
Mieszka i pracuje w Gdańsku.

## Ważniejsze wystawy i nagrody
- 1986 – „Cztery Pory Roku”, Szczecinek – wyróżnienie
- 1987 – „Debiut”, Kantor Sztuki, wystawa zbiorowa, Gdańsk
- 1987 – Wystawa zbiorowa malarstwa i grafiki, Getynga, RFN
- 1988 – „Arsenał '88”, Ogólnopolska Wystawa Młodej Plastyki, Warszawa
- 1988 – „Dyplom 87”, Zachęta, Warszawa
- 1988 – XIV Festiwal Polskiego Malarstwa Współczesnego, Szczecin
- 1991 – Galeria „Punkt” GTPS, wystawa indywidualna, Gdańsk
- 2000 – VI Międzynarodowe Triennale Sztuki, Majdanek
- 2000 – XVIII Festiwal Polskiego Malarstwa Współczesnego, Szczecin
- 2004 – „Wystawa Trojga”, Galeria „ARPO”, Gdańsk (z Danutą Joppek i Zbigniewem Wąsielem)
- 2004 – Sanatorium „Dainava”, „Synthesis”, Druskieniki, Litwa
- 2005 – Galeria „Punkt”, GTPS, Gdańsk
- 2005 – „Pamięć i uczestnictwo”, Muzeum Narodowe w Gdańsku, Pałac Opatów w Oliwie, Gdańsk
- 2005 – III Ogólnopolskie Biennale Malarstwa i Tkaniny Unikatowej, Trójmiasto – wyróżnienie
- 2005 – Wystawa malarstwa „Blisko-Bliżej-Razem” Muzeum Historyczne Miasta Gdańska
- 2006 – „Gydykla” „Nadmorskie Nastroje”, Druskienniki, Litwa
- 2006 – „Kod kreskowy”, Muzeum Historyczne Miasta Gdańska
- 2006 – XXI Festiwal Polskiego Malarstwa Współczesnego, Szczecin
- 2007 – „Jesienne Konfrontacje”, Triennale Polskiego Malarstwa Współczesnego, BWA, Rzeszów
- 2007 – I Międzynarodowe Biennale Malarstwa, QUADRO-ART. 2007, Łódź, Muzeum Historyczne – nagroda Prezesa ZPAP
- 2007 – Galéria umelcov Spiša – Słowacja, prezentacje polskiego malarstwa – „Jesienne konfrontacje”, BWA, Rzeszów
- 2007 – Udział w projekcie artystycznym „Fantazje na temat bram i portali Gdańska”
- 2008 – Polska Filharmonia im. Fryderyka Chopina, Gdańsk, wystawa indywidualna
- 2008 – Ars Ante Portas, Polska Filharmonia Bałtycka, wystawa indywidualna
- 2008 – Galeria ZPAP, wystawa indywidualna, Gdańsk
- 2008 – XXII Festiwal Polskiego Malarstwa Współczesnego w Szczecinie – nominacja do nagrody
- 2008 – I Ogólnopolski Konkurs Malarski „Obrazy Muzyką Malowane”, Pałac Sztuki, Kraków
- 2009 – Galeria Jackiewicz w Gdańsku, wystawa indywidualna, Gdańsk
- 2009 – III Premio Internationale di Pittura e Grafica „Natale di Roma“ 2009, Cascina Farsetti, 3 °Classificato ex aequo – Sezione Pittura, Rzym, Włochy
- 2010 – Alicja Bach (rysunek), Mariusz Kułakowski (malarstwo) Galeria GTPS, Gdańsk[1]
- 2012 – wystawa zbiorowa, Ratusz Miejski, Wejherowo
- 2012 – „W drodze ...” Starogardzkie Centrum Kultury Galeria A, Starogard Gdański
- 2012 – Sztuka do potęgi czwartej. Bach – Joppek – Kułakowski – Wąsiel, Fabryka Sztuki, Tczew[2]
- 2013 – Wystawa zbiorowa pt. „Postawy”, Galeria Blik, Gdańsk
- 2013 – "Nowe otwarcie", Galeria ZPAP, Warszawa
- 2013 – Dom Aukcyjny Rempex, 193 aukcja dzieł sztuki i antyków, wystawa przedaukcyjna, Warszawa
- 2013 – Dom Aukcyjny Rempex, 200 aukcja dzieł sztuki, wystawa przedaukcyjna, Warszawa
- 2014 – "Ambasadorowie sztuki", Galeria ZPAP, Warszawa
- 2014 – Wystawa twórczości trójmiejskich artystów, POSK, Londyn
- 2014 – Dom Aukcyjny Rempex, 211 aukcja dzieł sztuki i antyków, wystawa przedaukcyjna, Warszawa
- 2015 – Sopocki Dom Aukcyjny, 1 aukcja sztuki XXI w., wystawa przedaukcyjna, Sopot
- 2016 – Wystawa „Jan Heweliusz i jego Gdańsk w 500-lecieReformacji”, Wydział Spraw Społecznych UG w Gdańsku